# Hu Ronghua
Hu Ronghua (Chinesisch: 胡荣华; pinyin: Hú Rónghuá, * 14. November 1945 in Shanghai) gilt als einer der besten Spieler des Xiangqi, des chinesischen Schachspiels.

## Kindheit und Jugend
Hu lernte Xiangqi von seinem Vater, der jedoch schon bald nicht mehr mit dem Spiel seines Sohnes mithalten konnte. In dieser Zeit war es üblich, dass die Leute Xiangqi draußen, etwa in Parks, spielten und so gesellte sich Hu zu ihnen und gewann so schnell weiter an Ehrfahrung im Spiel. Später organisierte sein Vater ihm Unterricht bei Dou Guozhu, dem damaligen Meister von Yangzhou, der in Shanghai lebte. Als Resultat dessen wurde Hu Ende 1958 in eine Trainingsgruppe berufen, da die ersten nationalen Meisterschaften ausgetragen werden sollten.

## Sportliche Erfolge
Hu gewann die chinesische nationale Xiangqi-Meisterschaft erstmals 1960 im Alter von 15 Jahren, als jüngster Gewinner  aller Zeiten, und besiegte dabei Yang Guanlin (1925–2008), einen Spieler, den Hu sehr verehrte und mit dem er sich im Verlauf der kommenden zwanzig Jahre immer wieder erbitterte Duelle lieferte.
Danach gewann Hu die nächsten neun nationalen Meisterschaften in Folge, wobei er sich bei den nächsten Meisterschaften, die 1962 ausgetragen wurden, den ersten Platz mit Yang Guanlin teilte. Diese genannten Leistungen brachten ihm von 1960 bis 1979 eine Serie von zehn Meistertiteln ein. (Aufgrund der Kulturrevolution wurde der chinesische nationale Xiangqi-Wettbewerb in dieser Zeit jedoch ab 1966 eingestellt und Xiangqi wurde erst ab 1974 wieder öffentlich gespielt).
In den 1980er Jahren gewann er 1983 und 1985 die nationalen Meisterschaften. Mitte der 1990er Jahre glaubte man, dass er seine Blütezeit hinter sich gelassen hatte und dass die jüngere Generation von Spitzenspielern ihn schließlich ersetzen würde. Dennoch gewann er 1997 und im Jahr 2000 je ein weiteres Mal.
Damit hält Hu Ronghua den Rekord für die meisten nationalen Titel (14), ist der jüngste Champion (1960 im Alter von 15 Jahren) und der älteste Champion (2000 im Alter von 55 Jahren) in der Geschichte von Xiangqi. Zudem ist er der Einzige, der zehn oder mehr Meisterschaften gewonnen hat.

## Erfolge als Trainer
Nach dem Gewinn seiner letzten Meisterschaft hat sich Hu vom kompetetiven Xiangqi zurückgezogen, aber weiter als Trainer gearbeitet. Zu seinen Schülern gehören u. a. Sun Yongzheng und Xie Jing, die entweder auch die nationale Meisterschaft gewannen bzw. Großmeister wurden.

## Sonstiges
Hu hat sich für eine Wiederbelebung von Xiangqi eingesetzt. Im Jahr 2011 startete Hu eine Reality-Show mit dem Titel Let's Play Chess, um neue Schüler zu finden.
Er leistete große Beiträge zur Schachtheorie, einschließlich der Pionierarbeit der Elefanteneröffnung (飞相局) und der Back-Palace-Knight-Eröffnung (反宫马).
Hu-Regel von Xiangqi：Hu entwickelte eine neue Schachregel, d. h. die Chance, Schwarz zu spielen, wird durch Auktionen von zwei Spielern erhalten. Der Spieler, der weniger Zeit bietet, gewinnt die Auktion. Wenn die Partie schließlich unentschieden endet, gewinnt Schwarz. Die Hu-Regel zielt darauf ab, negative Unentschieden-Partien in Xiangqi zu eliminieren und Xiangqi für mehr Zuschauer attraktiv zu machen.
Neben Schach hat Hu auch viele andere Interessen. In seinen frühen Jahren wurde er für eine kurze Zeit in Go trainiert. Er spielt auch ein Spiel namens Daguailuzi (大怪路子), ein beliebtes lokales Spiel von Shanghai.